# Stephen Chidwick
Stephen James Chidwick (* 10. Mai 1989 in Deal) ist ein professioneller britischer Pokerspieler aus England.
Chidwick gilt als einer der besten Turnierspieler der Welt und wurde 2019 als einer der 50 besten Spieler der Pokergeschichte genannt. Er hat sich mit Poker bei Live-Turnieren mehr als 54,5 Millionen US-Dollar erspielt und steht damit als erfolgreichster Europäer auf Platz 4 der erfolgreichsten Pokerspieler nach Turnierpreisgeldern. Der Brite stand im April 2018 erstmals an der Spitze der Livepoker-Weltrangliste und führte diese insgesamt für 48 Wochen an. 2019 sowie 2022 wurde er vom Card Player Magazine jeweils als Spieler des Jahres geehrt und 2020 mit einem Global Poker Award ausgezeichnet.
Chidwick gewann 2018 die US Poker Open Championship und 2019 ein Bracelet bei der World Series of Poker sowie das Super High Roller der European Poker Tour. Im Jahr 2020 siegte er bei der Australian Poker Championship und 2022 beim Main Event der Triton Poker Series. 2023 sicherte sich der Brite das Purple Jacket™ der Poker Masters.

## Persönliches
Chidwick stammt aus Deal in der englischen Grafschaft Kent. 2016 gewann er ein Turnier bei der Backgammon-Weltmeisterschaft. Der Brite ist verheiratet und Vater einer Tochter. Er lebt im mexikanischen Playa del Carmen.

## Pokerkarriere

### Online
Chidwick spielt online unter den Nicknames stevie444 (PokerStars, Full Tilt Poker und UltimateBet), stevie_444 (partypoker) und TylersDad64 (PokerStars.FR). Er begann im Alter von 16 Jahren mit Freerolls und hat mittlerweile Turniergewinne von mehr als 5 Millionen US-Dollar aufzuweisen. Mitte Mai 2009 sicherte sich der Brite auf der Plattform Full Tilt Poker knapp 150.000 US-Dollar, als er bei einem Event der Full Tilt Online Poker Series den zweiten Platz belegte. Mitte September 2020 wurde er bei einem High Roller der World Championship of Online Poker auf PokerStars Zweiter und erhielt 156.000 US-Dollar. Im Jahr 2008 stand Chidwick zeitweise auf Platz elf des PokerStake-Rankings, das die erfolgreichsten Onlinepoker-Turnierspieler weltweit listet.

### Live

#### 2008–2013: Erste Turniererfolge
Chidwick erzielte seine erste Live-Geldplatzierung bei einem Event des PokerStars Caribbean Adventures (PCA) auf den Bahamas. Dieses Turnier der Variante No Limit Hold’em entschied er im Januar 2008 für sich und sicherte sich eine Siegprämie von knapp 90.000 US-Dollar. Mitte September 2008 belegte er beim Main Events der European Poker Tour (EPT) in Barcelona den 15. Platz und erhielt 37.200 Euro. Im Juni 2010 war der Brite erstmals bei der World Series of Poker (WSOP) im Rio All-Suite Hotel and Casino am Las Vegas Strip erfolgreich und erreichte dreimal die Geldränge. Bei der WSOP 2011 erreichte er den Finaltisch der Pot Limit Hold’em Championship und beendete das Turnier auf dem mit knapp 200.000 US-Dollar dotierten vierten Platz. Ein Jahr später saß er erneut an zwei WSOP-Finaltischen und wurde bei einem H.O.R.S.E.-Event Dritter sowie Sechster bei der Poker Player’s Championship, was ihm Preisgelder von rund 365.000 US-Dollar einbrachte. Bei der WSOP 2013 belegte Chidwick den vierten Platz beim mit 25.000 US-Dollar Buy-in drittteuersten Event auf dem Turnierplan und erhielt mehr als 350.000 US-Dollar Preisgeld. Im Dezember 2013 erreichte er in Prag sowohl beim Main Event der Eureka Poker Tour als auch beim EPT-Main-Event den Finaltisch und wurde jeweils Dritter, wofür er Preisgelder von über 470.000 Euro erhielt.
Insgesamt hatte Chidwick bis zum Jahresende 2013 Turniergewinne von mehr als 2 Millionen US-Dollar aufzuweisen.

#### 2014–2017: Aufstieg in die Weltspitze

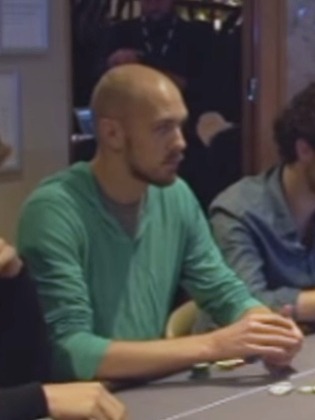
Chidwick beim Alpha8-Event in London (2014)

Anfang Mai 2014 saß Chidwick am Finaltisch des EPT High Roller in Monte-Carlo und belegte den siebten Platz, der mit 187.200 Euro bezahlt wurde. Im Dezember 2014 landete er beim EPT Super High Roller in Prag auf dem dritten Platz für über 350.000 Euro. Bei der A$25.000 Challenge der Aussie Millions Poker Championship in Melbourne wurde der Brite Ende Januar 2015 Vierter, was ihm 250.000 Australische Dollar einbrachte. Bei der WSOP 2015 beendete er die Weltmeisterschaft in Seven Card Stud Hi-Low Split-8 or Better hinter Max Pescatori als Zweiter und sicherte sich rund 180.000 US-Dollar. Beim Super High Roller der EPT in Monte-Carlo erhielt Chidwick Ende April 2016 als Sechstplatzierter ein Preisgeld von knapp 380.000 Euro. Mitte März 2017 gewann er bei der PokerStars Championship (PSC) in Panama ein eintägiges High-Roller-Event mit einer Siegprämie von 366.500 US-Dollar. Gleiches gelang ihm im August 2017 bei der PSC Barcelona, bei der sich den Hauptpreis von knapp 700.000 Euro sicherte. Mitte Oktober 2017 belegte der Brite beim Main Event der Triton Poker Series in Macau den sechsten Platz für umgerechnet 440.000 US-Dollar.
Insgesamt hatte Chidwick bis zum Jahresende 2017 Turniergewinne von rund 10 Millionen US-Dollar aufzuweisen. Beim Rennen um den Global Poker Index Player of the Year 2017 belegte er hinter Adrián Mateos und Bryn Kenney den dritten Platz.

#### 2018: US Poker Open Championship und erstmals Weltranglistenerster
Anfang Februar 2018 gewann der Brite innerhalb von zwei Tagen das dritte und vierte Event der US Poker Open im Aria Resort & Casino am Las Vegas Strip mit Siegprämien von mehr als 750.000 US-Dollar. Insgesamt kam er bei der Turnierserie fünfmal auf die bezahlten Platze. Mit über 1,2 Millionen US-Dollar sicherte er sich das meiste Preisgeld aller Spieler und wurde daher mit der „US Poker Open Championship trophy“ ausgezeichnet. Im März 2018 belegte Chidwick beim Super High Roller Bowl China in Macau den sechsten Platz und erhielt umgerechnet knapp 1,3 Millionen US-Dollar. Mitte April 2018 wurde er beim €100k Super High Roller der partypoker Millions in Barcelona Zweiter hinter Jake Schindler für ein Preisgeld von 1,1 Millionen Euro. Nur wenige Tage später erreichte der Brite auch beim Main Event der Turnierserie den Finaltisch und erhielt für seinen dritten Platz eine Million Euro Preisgeld. Im Anschluss an diese Erfolge stand er erstmals auf dem ersten Platz der Poker-Weltrangliste und hielt diesen bis Oktober 2018 für 25 Wochen in Serie, mit Alex Foxen und Fedor Holz standen bislang nur zwei Spieler länger ununterbrochen an der Spitze. Ende Mai 2018 wurde Chidwick beim Super High Roller Bowl im Aria Resort & Casino Siebter und erhielt ein Preisgeld von 600.000 US-Dollar. Bei der WSOP 2018 belegte er beim 100.000 US-Dollar teuren High-Roller-Turnier den mit knapp 485.000 US-Dollar dotierten sechsten Platz. Mitte Dezember 2018 erreichte der Brite beim Super High Roller Bowl erneut den Finaltisch und wurde Dritter, wofür er mehr als 1,5 Millionen US-Dollar erhielt. Im Ranking des Global Poker Index Player of the Year 2018 belegte Chidwick am Jahresende hinter Alex Foxen den zweiten Platz. In jenem Jahr war er zudem einer von fünf Pokerspielern, die sich eine Preisgeldsumme von mehr als 10 Millionen US-Dollar erspielten, wodurch seine kumulierten Turnierpreisgelder auf über 20 Millionen US-Dollar anwuchsen.

#### 2019: Bracelet, Finaltisch beim Triton Million for Charity und Sieg beim EPT Super High Roller
Im Januar 2019 verdrängte Chidwick nach drei Geldplatzierungen beim PCA und damit verbundenen Preisgeldern von knapp einer Million US-Dollar Sam Trickett von Platz eins der britischen All Time Money List. Mitte Februar 2019 gewann er das erste und sechste Turnier der US Poker Open mit Siegprämien von rund 565.000 US-Dollar. Damit sammelte der Brite nach David Peters gemeinsam mit Sean Winter die zweitmeisten Punkte im Rennen um die US Poker Open Championship. Im März 2019 belegte Chidwick beim Triton Refresh der Triton Series im südkoreanischen Jeju-do den zweiten Platz und erhielt aufgrund eines Deals mit Jason Koon das meiste Preisgeld von umgerechnet mehr als 1,1 Millionen US-Dollar. Bei der WSOP 2019 gewann Chidwick das Pot-Limit Omaha High Roller und sicherte sich neben der Siegprämie von mehr als 1,6 Millionen US-Dollar ein Bracelet. Im Rahmen der 50. Austragung der Turnierserie wurde er kurz darauf als einer der 50 besten Spieler der Pokergeschichte genannt. Vom 26. Juni bis 9. Juli sowie vom 24. bis 30. Juli 2019 führte der Brite die Weltrangliste für 3 weitere Wochen an. Anfang August 2019 erreichte er beim Triton Million for Charity in London, dem mit einem Buy-in von einer Million Pfund bisher teuersten Pokerturnier weltweit, den Finaltisch und erhielt für seinen vierten Platz sein bisher höchstes Preisgeld von umgerechnet knapp 5,5 Millionen US-Dollar. Anschließend erreichte er bei der Turnierserie vier weitere Finaltische und sicherte sich Preisgelder von umgerechnet mehr als 1,5 Millionen US-Dollar. Vom 14. August bis 24. Dezember 2019 war er erneut für 19 Wochen Führender der Weltrangliste. Im Dezember 2019 gewann Chidwick das Super High Roller der EPT Prag und sicherte sich eine Siegprämie von rund 725.000 Euro. Am Jahresende wurde er vom Card Player Magazine als Spieler des Jahres ausgezeichnet. Nur Bryn Kenney und Aaron Zang – die beim Triton Million for Charity die ersten beiden Plätze belegt hatten – erspielten sich im Kalenderjahr 2019 mehr Preisgelder als Chidwick. Der Brite gewann mehr als 13,5 Millionen US-Dollar und lag nun bei Turnierpreisgeldern von über 33,5 Millionen US-Dollar.

#### 2020–2022: Australian Poker Championship, Global Poker Award und Titel bei der Triton Series
Ende Januar 2020 erzielte Chidwick bei den Australian Poker Open in Gold Coast drei Geldplatzierungen und sicherte sich, insbesondere durch den Gewinn des fünften Turniers, Preisgelder von rund 950.000 Australischen Dollar. Damit sammelte er über alle Turniere hinweg die meisten Punkte aller Spieler und gewann die Australian Poker Championship. Im März 2020 wurde Chidwick als „Player’s Choice for Toughest Opponent of the Year 2019“ mit einem Global Poker Award ausgezeichnet. Im Juni 2021 erzielte der Brite bei den US Poker Open im Aria drei Geldplatzierungen und sicherte sich Preisgelder von knapp 630.000 US-Dollar, womit er den vierten Platz beim Rennen um die Golden Eagle Trophy belegte. Bei der Triton Series in Madrid wurde er im Mai 2022 bei einem 75.000 Euro teuren Turnier Zweiter und sicherte sich knapp 1,3 Millionen Euro. Wenige Tage später entschied Chidwick das mit Short Deck gespielte Main Event der Turnierserie für sich und erhielt den Hauptpreis von 1,8 Millionen Euro. Insgesamt erspielte sich der Brite im Kalenderjahr 2023 Preisgelder von rund 7 Millionen US-Dollar und sammelte die meisten Turnierpunkte im Leaderboard der PokerGO Tour. Zum Jahresende wurde er vom Card Player Magazine zum zweiten Mal als Spieler des Jahres ausgezeichnet.
Zum Jahresende 2022 lag die Summe seiner gewonnenen Turnierpreisgelder bei knapp 45 Millionen US-Dollar.

#### Seit 2023: Zwei weitere Global Poker Awards und Purple Jacket™ der Poker Masters
Bei der EPT Paris gewann Chidwick Ende Februar 2023 zwei eintägige High Roller und sicherte sich darüber hinaus einen zweiten Platz, was ihm Preisgelder von knapp 800.000 Euro einbrachte. Anfang März 2023 erhielt er für seine Leistung auf der PokerGO Tour sowie als „Players Choice for Toughest Opponent“ zwei weitere Global Poker Awards. Zu diesem Zeitpunkt spielte der Brite bei der Triton Series in Hội An, bei der er fünf Geldplatzierungen und damit verbundene Preisgelder von rund 1,8 Millionen US-Dollar erzielte. Im August 2023 beendete er das Luxon Invitational der Triton Series in London auf einem bezahlten Platz und knackte damit als vierter Spieler die Marke von 50 Millionen US-Dollar an kumulierten Turnierpreisgeldern. Zwei Tage später erreichte er auch beim Main Event der Turnierserie den Finaltisch überholte als Fünfter mit einer Auszahlung von knapp 1,3 Millionen US-Dollar Daniel Negreanu in der All Time Money List. Ende September 2023 gewann Chidwick das achte Event der Poker Masters. Insgesamt kam er bei den Turnieren viermal auf die bezahlten Plätze und sicherte sich als einziger Spieler Preisgelder von über einer Million US-Dollar sowie die meisten Turnierpunkte, wofür er mit dem Purple Jacket™ und weiteren 50.000 US-Dollar ausgezeichnet wurde. Auch bei den anschließenden Super High Roller Bowls VIII und Pot Limit Omaha saß der Brite am Finaltisch und belegte jeweils den dritten Rang, wofür er in Summe über 1,5 Millionen US-Dollar erhielt.

#### Preisgeldübersicht
Chidwick durchbrach im Dezember 2017 die Marke von 10 Millionen US-Dollar an kumulierten Turnierpreisgeldern. Im Januar 2019 überholte er Sam Trickett als erfolgreichsten britischen Pokerspieler und im Dezember desselben Jahres verdrängte er Fedor Holz als erfolgreichsten europäischen Pokerspieler. Hinter Bryn Kenney, Justin Bonomo und Jason Koon rangiert Chidwick auf Platz 4 der nach Preisgeldern erfolgreichsten Pokerspieler weltweit.
| Jahr   | Preisgeld (in $) | Turniersiege |
| ------ | ---------------- | ------------ |
| 2008   | 141.824          | 1            |
| 2009   | 2.534            | 0            |
| 2010   | 49.748           | 0            |
| 2011   | 245.593          | 0            |
| 2012   | 588.463          | 0            |
| 2013   | 1.183.748        | 1            |
| 2014   | 1.039.431        | 0            |
| 2015   | 1.119.913        | 2            |
| 2016   | 2.137.997        | 2            |
| 2017   | 3.505.258        | 2            |
| 2018   | 10.197.347       | 6            |
| 2019   | 13.528.992       | 6            |
| 2020   | 1.029.526        | 1            |
| 2021   | 2.921.630        | 1            |
| 2022   | 6.973.129        | 8            |
| 2023   | 9.845.065        | 6            |
| 2024   | 88.000           | 0            |
| gesamt | 54.598.198       | 36           |